# 2772 Dugan
2772 Dugan este un asteroid din centura principală, descoperit pe 14 decembrie 1979, de Edward Bowell.